# Frauenheld wider Willen
Frauenheld wider Willen ist ein US-amerikanisches Filmdrama aus dem Jahr 1927 von Millard Webb mit Richard Barthelmess und Barbara Kent in den Hauptrollen. Der Stummfilm wurde von First National produziert und basiert auf dem Roman Glitter von Katherine Brush.

## Handlung
Der Student Jock Hamill ist ein gefeierter Star der Footballmannschaft seines Colleges. Sein Trainer Brad Hathaway ist mit der attraktiven Eunice verheiratet, mit der Jock vor ihrer Heirat ein Verhältnis hatte. Dass Jock nun mit Cecily Graves liiert ist, passt Eunice nicht. Sie beginnt, Jock zu umgarnen und zu verführen. Die Zügellosigkeit seiner Frau treiben den Trainer schließlich in den Selbstmord. Eunice manipuliert Jock so geschickt, dass er ihr die Hochzeit verspricht. Dies bringt ihn unter Mordverdacht.
Jock wird von seinen Kommilitonen gemieden, seine Leistungen verschlechtern sich und die Mannschaft droht, ein wichtiges Spiel zu verlieren. Mit einem perfekt ausgeführten Kick kann er die Niederlage abwenden. Seine Mutter kann die Wahrheit über die Todesumstände des Trainers ans Licht bringen und am Ende kommt Jock mit seiner wahren Liebe Cecily Graves wieder zusammen.

## Hintergrund
Einige Szenen des Films wurden mit einer beweglichen Kamera, einer Akeley Feldkamera, gedreht.
Zehn Footballspieler aus verschiedenen Universitäten, darunter die University of Southern California und die Stanford University, wurden als Darsteller der Spieler engagiert.

## Veröffentlichung
Die Premiere des Films fand am 25. September 1927. In der Bundesrepublik Deutschland kam er am 20. September 2011 auf DVD heraus.